# Wereldkampioenschap voetbal 2018 (achtste finale) België - Japan
Dit artikel gaat over een wedstrijd in de  achtste finales tussen België en Japan die gespeeld werd op maandag 2 juli 2018 tijdens het wereldkampioenschap voetbal 2018. Het duel was de 54e wedstrijd van het toernooi.

## Voorafgaand aan de wedstrijd
- België stond bij aanvang van het toernooi op de derde plaats van de FIFA-wereldranglijst.[1]
- Japan stond bij aanvang van het toernooi op de 61e plaats van de FIFA-wereldranglijst.[2]
- De confrontatie tussen de nationale elftallen van België en Japan vond vijf maal eerder plaats.[3]
- Het duel vond plaats in het Rostov Arena in Rostov aan de Don. Dit stadion werd in 2018 geopend en heeft een capaciteit van 45.000.

## Wedstrijdgegevens[4]
| Datum                | 2 juli 2018                                                                                | 2 juli 2018                                                                                |
| Wedstrijdnummer      | 54                                                                                         | 54                                                                                         |
| Stadion              | Rostov Arena, Rostov aan de Don                                                            | Rostov Arena, Rostov aan de Don                                                            |
| Toeschouwers         | 41.466                                                                                     | 41.466                                                                                     |
| Scheidsrechter       | Malang Diedhiou                                                                            | Malang Diedhiou                                                                            |
| Assistenten          | Djibril Camara El Hadji Samba                                                              | Djibril Camara El Hadji Samba                                                              |
| Vierde official      | Bakary Gassama                                                                             | Bakary Gassama                                                                             |
| Videoscheidsrechters | Felix Zwayer Mark Borsch (assistent) Clément Turpin (assistent) Danny Makkelie (assistent) | Felix Zwayer Mark Borsch (assistent) Clément Turpin (assistent) Danny Makkelie (assistent) |
| Man van de wedstrijd | Eden Hazard                                                                                | Eden Hazard                                                                                |
|                      | België                                                                                     | Japan                                                                                      |
| Doelpunten           | 3                                                                                          | 2                                                                                          |
| Gele kaarten         | 0                                                                                          | 1                                                                                          |
| Rode kaarten         | 0                                                                                          | 0                                                                                          |
| Wissels              | 2                                                                                          | 2                                                                                          |
| Schoten op doel      | 14                                                                                         | 7                                                                                          |
| Schoten naast doel   | 10                                                                                         | 4                                                                                          |
| Overtredingen        | 13                                                                                         | 9                                                                                          |
| Hoekschoppen         | 10                                                                                         | 6                                                                                          |
| Buitenspel           | 1                                                                                          | 1                                                                                          |
| Vrije trappen        | 10                                                                                         | 14                                                                                         |
| Balbezit (%)         | 56                                                                                         | 44                                                                                         |

| België | 3 – 2        | Japan |
| Jan Vertonghen 69' Marouane Fellaini 74' Nacer Chadli 90+4' | goals        | 48' Genki Haraguchi 52' Takashi Inui |
| Roberto Martínez | bondscoach   | Akira Nishino |
| Thibaut Courtois Toby Alderweireld Vincent Kompany Jan Vertonghen Thomas Meunier Axel Witsel Kevin De Bruyne Yannick Carrasco 65' Dries Mertens 65' Eden Hazard Romelu Lukaku | opstelling   | Eiji Kawashima Hiroki Sakai Maya Yoshida Gen Shoji Yuto Nagatomo Makoto Hasebe 81' Gaku Shibasaki 81' Genki Haraguchi Shinji Kagawa Takashi Inui Yuya Osako |
| Nacer Chadli 65' Marouane Fellaini 65' | wissels      | 81' Hotaru Yamaguchi 81' Keisuke Honda |
| | gele kaarten | 40' Gaku Shibasaki |
| | rode kaarten | |